# Empire City: 1931
Empire City: 1931 (エンパイア シティ:1931), também conhecido como Street Fight, é uma galeria jogo de tiro que foi originalmente lançado em arcades em 1986. O jogo tem jogadores que na máfia de New York City em 1931 por abater mafiosos um por um.
Versões do jogo foram lançados para o Family Computer (1987) e MSX (1988) como Magnum Kiki Ippatsu: Empire City 1931 (マグナム危機一髪エンパイアシティー1931). Acclaim anunciado um lançamento para o Nintendo Entertainment System em regiões ocidentais, mas a versão do console permaneceu exclusivo para o Japão.
Seibu Kaihatsu finalmente lançado um jogo de acompanhamento, Dead Angle.

## Jogabilidade
O jogo se passa em 1931 na cidade de Nova Iorque, onde o jogador controla um jovem que tem que vingar seus familiares, que foram mortos em um tiroteio de gangues. Ao longo de um período de vários meses, ele tem como alvo mafiosos, culminando com o chefe da máfia.
Os jogadores movem uma cruz ao redor da tela para mirar e atirar em bandidos, um de cada vez. Eles espreitam em várias áreas, incluindo na rua e nas janelas. Aparece uma seta que ajuda os jogadores direto para o local do próximo mafioso na tela. Os jogadores têm uma quantidade definida de tempo para encontrar e fotografar cada inimigo; se o tempo está se esgotando, um balão de fala aparece contando os últimos segundos no cronômetro. Quando o cronômetro chegar a zero, o jogador é baleado e tela panelas para a localização do inimigo. Um botão defender está disponível como um último recurso para evitar ser baleado. Os jogadores podem reabastecer seu munição, atirando caixas de munição escondidos e obter pontos de bônus, atirando barras de ouro.
Níveis são apagadas após um determinado número de mafiosos são eliminados. No nível final do jogo, o jogador tem apenas uma oportunidade para assassinar o chefe da máfia como ele anda na frente das janelas em um prédio. Depois que o nível final é concluído, o jogo loops de volta ao começo.
O jogo Famicom é basicamente o mesmo. O progresso do jogador pode ser restaurada a qualquer momento na versão Famicom utilizando um sistema de senha de quatro números e ou letras.